# Dwight Frye
Dwight Frye (Salina, 22 de fevereiro de 1899 – Hollywood, 7 de novembro de 1943) foi um ator americano. É mais conhecido por suas aparições em filmes de terror clássicos como Dracula, Frankenstein e A Noiva de Frankenstein.

## Carreira
Frye nasceu em Salina, Kansas. Especializou-se na caracterização de personagens mentalmente desequilibrados, incluindo o seu papel principal como o louco Renfield em Dracula. Mais tarde, naquele mesmo ano ele também interpretou o assistente corcunda no filme Frankenstein (Este personagem, chamado Fritz, é muitas vezes referidos como Ygor, um personagem originado por Bela Lugosi no filme Son of Frankenstein)
Frye teve um papel de destaque no filme de terror de 1933, The Vampire Bat, estrelado por Lionel Atwill, Melvyn Douglas e Fay Wray, no qual ele interpretou Herman, um imbecil suspeito de assassinato. Ele também teve um papel memorável no clássico A Noiva de Frankenstein, no qual ele interpretou Karl. A parte de Karl teve originalmente muito mais tempo e muitas cenas extras de Frye, que foram filmadas como um sub-enredo, foram editadas da versão final para encurtar o tempo de execução.
Durante o início dos anos 1940, Frye alternou papéis no cinema e apareceu no palco em uma variedade de produções, além de aparecer em uma versão para o palco de Drácula. Dwight Frye morreu em 7 de novembro de 1943, após sofrer um ataque cardíaco enquanto dirigia um ônibus em Hollywood, poucos dias antes da filmagem do filme autobiográfico de Thomas Woodrow Wilson.
Frye foi enterrado no Forest Lawn Memorial Park (Glendale).

## Filmografia parcial
- 1930: The Doorway to Hell
- 1931: Dracula
- 1931: Frankenstein
- 1931: The Maltese Falcon
- 1932: Attorney for the Defense
- 1932: Frisco Express – führerlos
- 1932: The Western Code
- 1933: The Circus Queen Murder
- 1933: The Vampire Bat
- 1933: The Invisible Man
- 1935: Atlantic Adventure
- 1935: A Noiva de Frankenstein
- 1935: The Crime of Dr. Crespi
- 1937: The Shadow
- 1937: Something to Sing About
- 1938: Who Killed Gail Preston?
- 1939: Son of Frankenstein
- 1940: Drums of Fu Manchu - seriado
- 1941: Mystery Ship
- 1943: Frankenstein Meets the Wolf Man
- 1942: The Ghost of Frankenstein
- 1943: Hangmen Also Die

## Legado
- O músico Alice Cooper incluiu uma canção intitulada "Ballad of Dwight Fry"(sem o "e " final) em seu álbum de 1971 intitulado Love It to Death. É cantada do ponto de vista de um personagem que o ator interpretou.

- A gravadora Wind-Up Records editou uma música chamada Renfield Music Publishing, e outra chamada de Dwight Frye Music, que edita artistas como Evanescence e Creed.